# Juga
Juga es un ritmo colombiano que se considera variante del currulao.
Se usa en los funerales y celebraciones como la Navidad, que es uno de los ejemplos más representativos de este ritmo. 
El pueblo subido en lanchas sobre los ríos del litoral Pacífico, en lo que se llama procesión acuática, llevan representaciones del niño Jesús a la iglesia desde las veredas cercanas, mientras se toca la juga para acompañar la fiesta.
Conserva el compás de 6/8 muy usado en el Pacífico y en numerosos ritmos colombianos como el bambuco y el pasillo, pero con una percusión más ligera, y una forma lírica de dos voces: una de ellas canta estribillos y la otra interpreta versos hablados.